# Stazzona (Korsika)
Stazzona (korsisch A Stazzona) ist eine Gemeinde in der Castagniccia auf der französischen Mittelmeerinsel Korsika. Sie gehört zum Département Haute-Corse, zum Arrondissement Corte und zum Kanton Castagniccia. Die Bewohner nennen sich Stazzonais oder Stazzuninchi. Nachbargemeinden sind Verdèse im Norden, Monacia-d’Orezza im Nordosten, Rapaggio im Südosten, Carcheto-Brustico im Süden, Pie-d’Orezza im Südwesten und Piedicroce im Westen.

## Bevölkerungsentwicklung

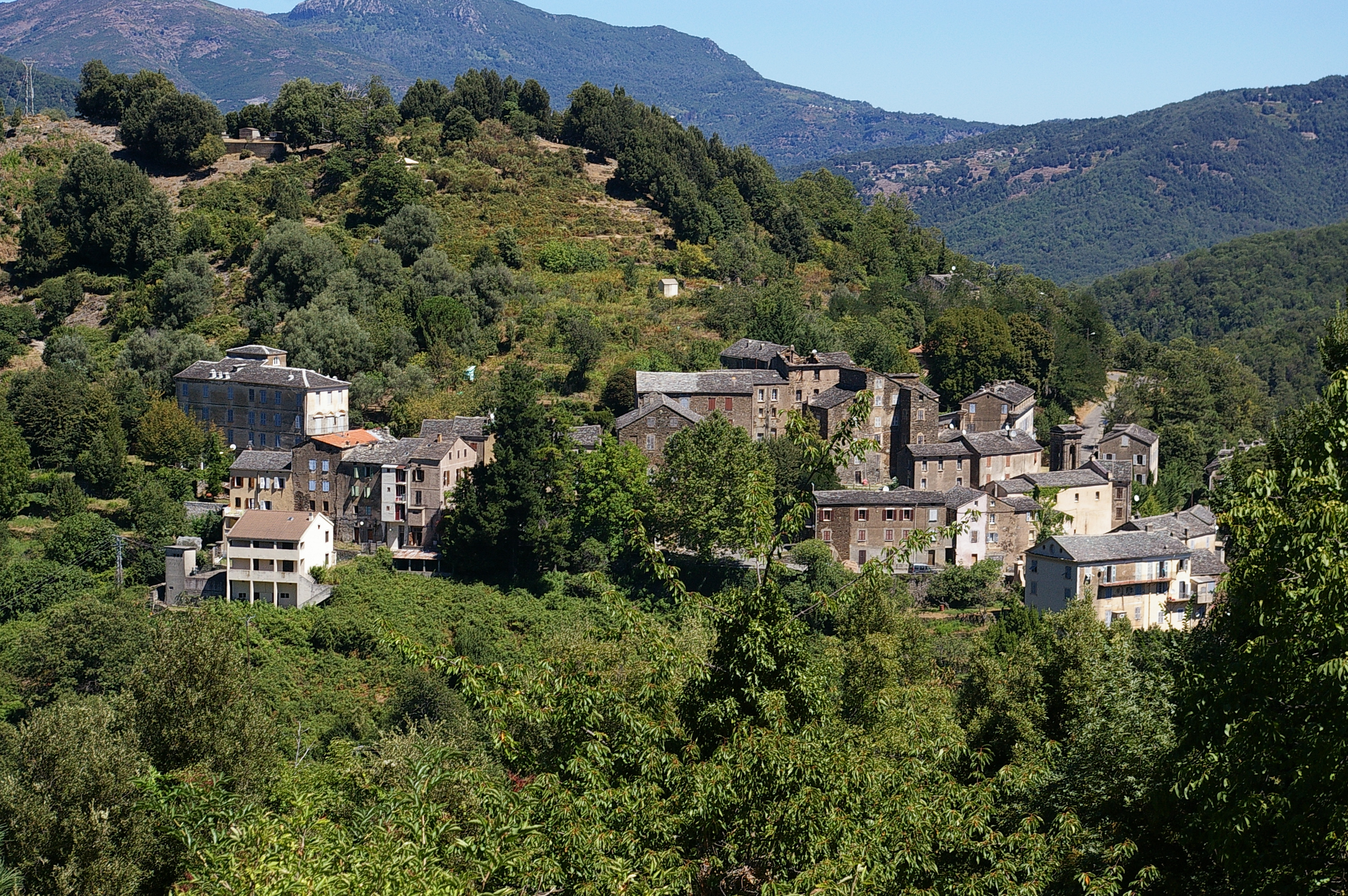
Blick auf Stazzona

| Jahr      | 1962 | 1968 | 1975 | 1982 | 1990 | 1999 | 2006 | 2012 |
| --------- | ---- | ---- | ---- | ---- | ---- | ---- | ---- | ---- |
| Einwohner | 82   | 82   | 57   | 50   | 35   | 33   | 36   | 41   |